# Functional Airspace Block
Functional Airspace Block (pl. Funkcjonalny blok przestrzeni powietrznej) – obszar przestrzeni powietrznej, bazujący na wymogach operacyjnych i zapewniający zintegrowane zarządzanie przestrzenią powietrzną, niezależnie od istniejących granic. Stanowi on pierwszy krok w kierunku prowadzenia jednolitej europejskiej przestrzeni powietrznej (SES).
Zgodnie z założeniami drugiego pakietu legislacyjnego jednolitej europejskiej przestrzeni powietrznej (SES II), funkcjonalne bloki przestrzeni są głównymi elementami umożliwiającymi poprawę współpracy pomiędzy instytucjami zapewniającymi służby żeglugi powietrznej lub – w odpowiednich przypadkach – wprowadzenie zintegrowanej instytucji. Ich ustanowienie ma służyć zwiększeniu bezpieczeństwa, efektywności działania i redukcji kosztów oraz zmniejszeniu emisji zanieczyszczeń do środowiska. Celem utworzenia funkcjonalnych bloków przestrzeni powietrznej w Europie jest także osiągnięcie maksymalnej pojemności i wydajności sieci zarządzania ruchem lotniczym. Państwa członkowskie UE zostały zobowiązane do utworzenia bazujących na wymogach operacyjnych funkcjonalnych bloków przestrzeni powietrznej najpóźniej do dnia 4 grudnia 2012 r.
Funkcjonalne bloki przestrzeni powietrznej mogą być ustanawiane wyłącznie na mocy wzajemnych porozumień pomiędzy państwami członkowskimi Unii Europejskiej i, jeżeli zajdzie taka potrzeba, państwami trzecimi, w których gestii znajduje się dowolna część przestrzeni powietrznej stanowiącej fragment bloku.